# Amiota dilatifemorata
Amiota dilatifemorata este o specie de muște din genul Amiota, familia Drosophilidae, descrisă de Cao și Chen în anul 2008.
Este endemică în Sichuan. Conform Catalogue of Life specia Amiota dilatifemorata nu are subspecii cunoscute.